# دونالد هاروی
دونالد هاروی (به انگلیسی: Donald Harvey) (۱۵ آوریل ۱۹۵۲ – ۳۰ مارس ۲۰۱۷) یک قاتل زنجیره‌ای اهل ایالات متحده آمریکا بود. طبق اعترافاتی که خودش انجام داد، ۸۷ نفر از بیماران را طی ۱۷ سال به قتل رسانده‌است. روش او تزریق آرسنیک و سیانید به بیماران لاعلاج بود. وی هدف این کارش را، رساندن بیماران به آرامش ابدی عنوان کرد.

## گذشته
هاروی در سن ۱۸ سالگی به عنوان دستیار پرستار وارد بیمارستانی در ایالت کنتاکی آمریکا شد. مدتی پس از ورودش تعداد مرگ و میر بیماران بخش‌ها افزایش یافت اما مسئولان بیمارستان به نتیجه‌ای قطعی نرسیدند. پس از ۱۷ سال، یک تیم تحقیقاتی متوجه افزایش نمودار مرگ بیماران در بخش‌هایی شد که دونالد به آن قسمت‌ها دسترسی داشته‌است. نکتهٔ قابل توجه این بود که بیشتر این افراد از بیماری‌های سخت در عذاب بودند. نقطهٔ اشتراک اکثر مقتولان علت مرگشان بود. در واقع بیشترشان به دلیل ایست قلبی از دنیا رفته بودند.

## دستگیری
گزارش تیم تحقیقاتی بیمارستان‌های ایالات متحده آمریکا خبر از وجود قاتلی حرفه‌ای در بین کادر درمانی می‌داد. پس از تحقیقات مفصل مشخص شد که دونالد هاروی در دوره‌ای ۱۷ ساله، بیمارانی را که دچار مشکلات خاصی بوده‌اند را با تزریق آرسنیک و سیانید به کام مرگ فرستاده‌است.
وی پس از دستگیری مدعی شد که این افراد را به دلیل این‌که کمتر دچار درد و عذاب شوند کشته‌است. رسانه‌های محلی به او لقب «فرشتهٔ مرگ» دادند.

## مرگ
دونالد هاروی در پی بروز یک درگیری در زندان، در سال ۲۰۱۷ به قتل رسید. جزئیاتی از قتل وی در دسترس قرار نگرفت.